# Anopheles deaneorum
Anopheles deaneorum is een muggensoort uit de familie van de steekmuggen (Culicidae). De wetenschappelijke naam van de soort is voor het eerst geldig gepubliceerd in 1989 door Rosa-Freitas.